# Sociedad Nacional Secular
La Sociedad Nacional Secular (en inglés National Secular Society) es una organización británica que promueve el secularismo (laicismo), la separación entre iglesia y estado en el Reino Unido. Sostiene que nadie debe tener ventaja debido a su religión o falta de creencia religiosa.
Fundada por Charles Bradlaugh en 1866, la sociedad es miembro de la Unión internacional humanista y ética, y respalda la Declaración de Ámsterdam de 2002.

## Objetivos
Bajo el lema Desafiando el privilegio religioso ("Challenging Religious Privilege"), la organización hace campaña por la desaparición de la Iglesia de Inglaterra como iglesia oficial del Estado, la desaparición de los subsidios estatales a los colegios religiosos, el fin de la exención de impuestos a las iglesias y la desaparición de religiosos en prisiones, hospitales y Fuerzas Armadas Británicas, así como mantener apartada la influencia religiosa del cuidado de la salud, la legislación, los derechos humanos y los temas de igualdad. 
Se ha involucrado en la abolición de la ley sobre la blasfemia en Reino Unido, así como en campañas anti objeción de conciencia de farmacéuticos y médicos a la hora de realizar procedimientos o tratamientos para pacientes en los que la religión tuviera algún papel que pesara más que la salud del paciente.
Aunque la organización se creó explícitamente por personas que rechazaban lo sobrenatural, la NSS no hace campaña para erradicar o prohibir la religión, argumentando que la libertad de pensamiento, así como la libertad de tener una religión o de apartarse de la religión es un derecho del ser humano y que el fomento del estado de determinadas religiones hacen desaparecer ese derecho.
Sostiene que la creencia debe ser tomada como algo privado, doméstico o en lugares donde el rezo no pertenezca a la esfera pública. Buscando representar los intereses y puntos de vista ateos, la asociación suele criticar los efectos dañinos de la religión. También realiza campañas activas en la Unión Europea sobre lo que se ve como una influencia privilegiada de la religión en temas políticos, de justicia y de derechos humanos.
La NSS no recibe fondos del gobierno, sino que las campañas están únicamente apoyadas por las suscripciones de sus miembros y donaciones de particulares.

## Presidentes
- Charles Bradlaugh (1866-1890)
- G. W. Foote (1890-1915)
- Chapman Cohen (1915-1949)
- R. H. Rosetti (1949-1951)
- F. A. Ridley (1951-1963)
- David Tribe (1963-1971)
- Ethel Venton (1971)
- Barbara Smoker (1971-1996)
- Daniel O'Hara (1996-1997)
- Denis Cobell (1997-2006)
- Terry Sanderson (2006- )

## Socios de honor
La asociación describe a los socios de honor como apoyos que trabajan en ámbitos de política, derechos humanos, ciencia, filosofía, arte y literatura, periodismo y broadcasting.
Algunos de sus socios de honor son:
- Christopher Hitchens
- Edward Bond
- Gore Vidal
- Iain Banks
- Ian Gibson
- Lord Raglan
- Peter Atkins
- Philip Pullman
- Richard Dawkins
- Ricky Gervais
- Taslima Nasrin
- A. C. Grayling
- Angela Eagle
- Baronesa Flather
- Baronesa Massey of Darwen
- Baronesa Turner of Camden
- Claire Rayner
- David Starkey
- Evan Harris
- Glenys Kinnock
- Graham Allen
- Graham Linehan
- Joan Ruddock
- Joan Smith
- Jonathan Meades
- Kelvin Hopkins
- Lord McIntosh of Haringey
- Lord O'Neill of Clackmannan
- Lord Peston
- Lord Taverne
- Lorraine Barrett
- Martin Rowson
- Maryam Namazie
- Michael Cashman
- Michael Foot
- Nick Cohen
- Patrick Harvie
- Paul Holmes
- Polly Toynbee
- Robert Marshall-Andrews
- Sir Jonathan Miller
- Sir Ludovic Kennedy
- Sophie in 't Veld
- Stewart Lee
- Ted Honderich
- Shreela Flather

## Premio Irwin
Cada año, la NSS elige en la ceremonia Laico del año al Premio Irwin anual dotado de 5.000 libras esterlinas.
Los ganadores del Premio Irwin han sido:
- 2005,  Maryam Namazie. Defensora de los derechos de la mujer y del derecho a la libertad de expresión.
- 2006, Steve Jones. Biólogo de la Escuela Universitaria de Londres conocido autor de un buen número de libros sobre la teoría de la evolución.
- 2007, Mina Ahadi. Fundador del Consejo Central de Exmusulmanes.
- 2008/2009, Evan Harris y Lord Avebury. Conjutamente por su trabajo en la abolición de la Ley inglesa contra la Blasfemia.